# Fritz Wilhelm Hallberg
Fritz Wilhelm Hallberg, vanligen F.W. Hallberg, född 13 april 1855 i Malmö, död där 19 september 1917, var en svensk rådman.
Hallberg blev student vid Lunds universitet 1874, avlade hovrättsexamen 1877 och blev vice häradshövding 1880. Han blev notarie hos överexekutor i Malmö stad 1882, var ombudsman vid sparbanken Bikupan i Malmö från 1887, blev stadsnotarie 1890 och var rådman i Malmö stad från 1897. Han var ordförande i byggnadsnämnden i Malmö stad 1898–1904 och överexekutor 1904–1911.